# Mirax longicaudis
Mirax longicaudis är en stekelart som beskrevs av Sergey A. Belokobylskij 1993. Mirax longicaudis ingår i släktet Mirax och familjen bracksteklar. Inga underarter finns listade i Catalogue of Life.